# 希南·薩克奇
希南·薩克奇（1956年10月13日—2018年6月1日）是一位塞尔维亚流行民謠歌手。
薩克奇是南斯拉夫樂團Južni Vetar（意譯為南風，以下稱南風樂團）的五名主要合作歌手之一，在1980年代以創新風格的民謠打開知名度。薩克奇獨立於南風樂團之外的作品也取得了成功。他一生共錄製了至少27張專輯，在前南斯拉夫地區的流行音樂界具有一定的地位。

## 生平

### 早年生活
希南·薩克奇於1956年10月13日出生於南斯拉夫塞爾維亞共和國洛兹尼察的一個貧窮的穆斯林家庭。他的母亲在一家工廠工作，父親是軍樂隊成员。受到父親的影響，薩克奇从小就表现出了对音乐（特別是钢琴）的兴趣，然而他的父親並不認可他朝音樂發展，而是要求他學習電焊技術成為一名工人。

### 1970年代
薩克奇十四歲開始作為鼓手登台演出，主要演奏流行樂和搖滾樂。在卡法納（巴爾幹式的音樂餐酒館）工作時，一位客人欣賞他的歌聲並付給他500第納爾的打賞，使他意識到自己的天賦並成為酒館駐唱歌手。1978年，他錄製發行首張單曲正式展開職業唱片歌手生涯。正在各地酒館發掘歌手的民謠音樂家拉多耶·米特洛維奇·巴拉耶瓦茨（Radoje Mitrović Barajevac）注意到薩克奇獨特的嗓音，1979年，薩克奇與巴拉耶瓦茨帶領的樂團合作的賽富達林卡風格民謠歌曲Kulu gradim, vihor je obara（我建造一座塔，旋風將其吹倒），成為薩克奇的第一首熱門歌曲。

### 1980年代
1982年，薩克奇加入由米萊·巴斯主導的南風樂團，並發行了第一張專輯《Još uvek te čekam》（我還在等你）。薩克奇的專輯接到來自波士尼亞圖茲拉的五千張唱片訂單後，銷量在一年之內達到七萬張，米萊·巴斯將此視為南風樂團商業成功的開端。南風樂團的音樂風格根基於「新創作民謠」，又更進一步在民謠中使用搖滾與電子樂元素，且音樂中更加凸顯了東方色彩，被視為日後「極速民謠」的先驅。然而他們的風格也引致了來自貝爾格勒民謠界的批判，甚至被稱為「伊朗流派」（當時極速民謠這個名詞尚未被發明）。
南風樂團的出版品在當時被當局歸類為低俗作品（šund），稅金被提高，媒體曝光也受到限制。儘管被排除在主流媒體之外，但是薩克奇和南風樂團在各地舉辦演唱會，在基層民眾中受到擁戴。薩克奇的許多代表作誕生於1980年代與南風樂團合作的時期，包括其中三首熱門歌曲：Ej od kad sam se rodio（欸，自從我出生以來），Sudbina me na put šalje（命運送我上路），和Sve je postalo pepeo i dim（一切都已成為灰燼和煙霧）。薩克奇的歌曲主題、演唱風格和公眾形象，被認為和都市底層與邊緣族群的情感緊密連結在一起。

### 1990年代至2000年代
1991年，由於南斯拉夫內戰，來自波士尼亞和塞爾維亞的南風樂團成員們因而四散。此時，薩克奇暫時離開南風樂團，改與佐蘭·斯塔切維奇（Zoran Starčević）合作錄製了兩張專輯。不久後，薩克奇重新加入南風樂團，於1994年至2001年又錄製了另外7張專輯。2002年，薩克奇結束了與南風樂團的合作，發行專輯《Na eks》（乾杯），直到2014年又持續推出了多張個人專輯。
2008年，薩克奇參與錄製了南風樂團成員內戰後重聚的合唱單曲Jači nego ikad（比以往更強壯）。

### 最後時光
進入2010年代，酒精、藥物問題，以及肝臟疾病逐漸開始影響他的音樂事業。2015年，薩克奇在前往位於德里納河對岸塞族共和國的城市比耶利納演唱的路上，在通過波士尼亞與赫塞哥維納和塞爾維亞邊境時，被檢查出身上帶有2.3公克古柯鹼。
2017年6月3日他在貝爾格勒舉辦演唱會，吸引了12000名觀眾入場，這也成為他的最後一場個人演唱會。

### 個人生活
薩克奇有兩段婚姻，共有六名子女，包括四名親生子女和兩名繼子。第一段婚姻中的長子曾因殺人罪入獄服刑，次子梅多（Medo Sakić）則是歌手。 第二段婚姻的兒子阿倫·薩克奇是一名饒舌歌手。  
1996年，薩克奇的幼子阿倫遭遇事故嚴重燒傷，從那一年起，薩克奇每年都會去印度拜访上师實諦·賽·巴巴，直到2011年賽巴巴去世為止。 由於薩克奇自由的行徑，有時在報導中他被稱為前穆斯林。然而薩克奇和家屬曾澄清，儘管外界認為他是賽巴巴的追隨者甚至是佛教徒，但前往印度只是為了追尋心靈平靜而非關宗教。
雖然外界可能是基於他的膚色經常直接認定薩克奇為羅姆人，並且他也受到部分羅姆人聽眾的強烈喜愛，但薩克奇晚年曾在節目上公開否認羅姆人的身分認同，也表達了不會說羅姆語的遺憾。據薩克奇和其女兒的說法，薩克奇家族的民族認同為穆斯林。

 
面臨南斯拉夫解體時，薩克奇曾經被目擊穿著印有南風樂團波士尼亞出身的女歌手謝姆薩·蘇利亞科維奇頭像的上衣出席在塞拉耶佛舉辦的反戰集會活動。除此之外，薩克奇鮮少參與政治活動。

## 逝世與紀念
為了徹底治療他的肝臟問題，薩克奇被建议接受肝移植，然而一直未能接受移植手術。他於2018年6月1日病逝。 各個世代的歌手們紛紛在社群媒體上表達哀悼，其中歌手玛丽亚·舍里福维奇寫道：「你不是音樂的一部分，你就是音樂。你不是擁有情感，你就是情感。」2018年6月4日，親屬為他在家鄉塞尔维亚洛兹尼察举行了伊斯兰葬礼，包括與南風樂團合作的歌手們與沙班·紹利奇等知名歌手都出席了葬禮。薩克奇的兒子阿倫、歌手法茲利亞以及歌手穆哈雷姆·塞爾貝佐夫斯基陸續推出紀念薩克奇的歌曲。
2023年10月13日，薩克奇的家人在洛茲尼察開設了紀念館，展示他生前獲得的獎項、照片、和衣著首飾。

## 影響與評價
薩克奇晚年時，愛好者之間曾流傳一個標語「天上有神，地上有希南（Bog na nebu, Sinan na zemlji）」，顯現了薩克奇在聽眾群體中象徵性的形象與地位。
薩克奇死後，一名塞爾維亞知名部落客隨即針對薩克奇的音樂風格與其象徵的文化意涵作出批判，引發網路的熱議。該名部落客不滿薩克奇晚年逐漸進入主流文化視野的趨勢，指出薩克奇的音樂終究是屬於社會底層的次文化，不能與西方的搖滾樂精神相提並論，並批評了與極速民謠相關的道德低落與受到東方文化影響等爭議形象；薩克奇的愛好者則指責部落客為種族主義者，儘管部落客過往行跡顯示他並非右翼分子。
記者佐蘭·奇里亞科維奇曾指出，薩克奇身上並陳的東方文化意象及非傳統的宗教行為導致他並不被塞爾維亞自由派和波士尼亞伊斯蘭主義者接受，於此同時，薩克奇演唱會上成分多元的聽眾群體又展現了極速民謠具有文化包容性的一面。

## 音樂作品

### 列表

#### 專輯
- 1982年：Još Uvek Te Čekam （我還在等你）[a]
- 1983年：Što me pitaš kako živim （為何問我過得如何）[a]
- 1984年：Pogledaj me （看著我）[a]
- 1985年：Reci sve želje （說出你所有的願望）[a]
- 1986年：Pusti me da živim （讓我活下去）[a]
- 1987年：Svi grešimo （我們都會犯錯）[a]
- 1988年：Čaša po čaša （一杯接一杯）[a]
- 1989年：Reci čašo （告訴我吧，酒杯啊）[a]
- 1990年：Kad se vrate skitnice （當流浪者歸來）[a]
- 1991年：Na Balkanu/ No. 10 （在巴爾幹。No. 10）[a]
- 1992年：Ljubila me ta žena （那個女人吻了我）[b]
- 1993年：Korak od sna （夢在一步之遙）[b]
- 1994年：U meni potraži spas （在我身上找救贖）[a]
- 1995年：Ruža i trn （玫瑰與刺）[a]
- 1996年：Zoko, moja Zoko （佐卡啊，我的佐卡啊）[a]
- 1997年：Dodirni me （觸碰我）[a]
- 1998年：Drž' se Mile još si živ （堅持住，米萊，你還活著）[a]
- 2000年：Ne, ne daj da te ljubi （別讓他吻你）[a]
- 2001年：Nisi više zaljubljena （你不再愛了）[a]
- 2002年：... Na Eks （乾杯）[c]
- 2005年：Emotivac （真情人）[c]
- 2009年：To je moj život （這是我的生活）[c]
- 2011年：Šalu na stranu （不開玩笑）
- 2014年：Jedina （唯一）[c]
- 2022年：To si ti （那是你）

#### 單曲與EP
- 1978年：Sreli Smo Se Mnogo Kasno / Jedna Tuga Za Dva Druga （我們相遇得太晚 / 一個悲傷降於兩個朋友）
- 1979年：Kulu Gradim, Vihor Je Obara / Mala Šemsa （我建造一座塔，旋風將其吹倒 / 小謝姆薩）[d]
- 1980年：Rastanak Kraj Reke / Ti Imaš Svoje Društvo （河邊告別 / 你自有人相伴）[d]
- 1980年：Ne Tuguj Druže Stari / Suviše Si Lepa Da Bi Moja Bila （別悲傷，老朋友 / 你太美了，不適合我）
- 1983年：Janičar （耶尼切里）[a]
- 1984年：Što Me Pitaš Kako Živim / Nasloni Glavu Na Moje Rame （為何問我過得如何 / 把頭靠在我肩膀）[a]
- 1985年：Reci Sve Želje （說出你所有的願望）[a]
- 1987年：Ej, Od kad Sam Se Rodio / Svi Grešimo （欸，自從我出生以來 / 我們都會犯錯）[a]
- 1987年：Budi Moja Da Te Čuvam / Još Uvek, Seća Me Sve Na Tebe （成為我的人，我會守護你 / 仍然，一切都讓我想起你）[a]
- 1990年：Kada Umre Ljubav / Zadnju Suzu Isplakat Ću （當愛情死去 / 我會流下最後一滴淚——由沙班·紹利奇與柳巴·阿利契奇（英语：Ljuba Aličić）演唱）[b]

### 合作樂隊/製作人
1. 1 2 3 4 5 6 7 8 9 10 11 12 13 14 15 16 17 18 19 20 21 22  與南風樂團。
2. 1 2 3  與佐蘭·斯塔切維奇。
3. 1 2 3 4  與Srki Boy。
4. 1 2  與巴拉耶瓦茨樂隊。

資料來源：Discogs.com